# Carpoapseudes bacescui
Carpoapseudes bacescui är en kräftdjursart som beskrevs av Modest Gutu 1975. Carpoapseudes bacescui ingår i släktet Carpoapseudes och familjen Apseudidae. Inga underarter finns listade i Catalogue of Life.